# Eberstedt
Eberstedt è un comune di 217 abitanti della Turingia, in Germania.
Appartiene al circondario (Landkreis) del Weimarer Land (targa AP) ed è amministrato dal comune amministratore (Erfüllende Gemeinde) di Bad Sulza.